# Lac d'Anglas
Pour les articles homonymes, voir Anglas.
Le lac d’Anglas est un petit lac de montagne situé sur la commune des Eaux-Bonnes dans le massif pyrénéen, à 2 068 mètres d'altitude.

## Géographie
Le lac est situé au fond d'un petit cirque délimité par le Pène-Médaa (2 521 m) et l'Arre Sourins (2 614 m), en amont du cirque de Gourette. 
Sur le flanc est du cirque se trouvent les restes d'une exploitation minière de fer. Les galeries minières, pour certaines totalement obstruées par des éboulements, côtoient les traces du chemin de fer qui permettait l'évacuation des matériaux. Des ruines de bâtiments témoignent des installations de l'exploitation, notamment les habitations des mineurs.

Il existe également une galerie et des installations de l'autre côté de la montagne, en aval du lac d'Uzious. S'y trouvent entre autres une conduite d'eau canalisant de l'eau du lac d'Uzious ainsi que la turbine qui permettait de produire de l'énergie.

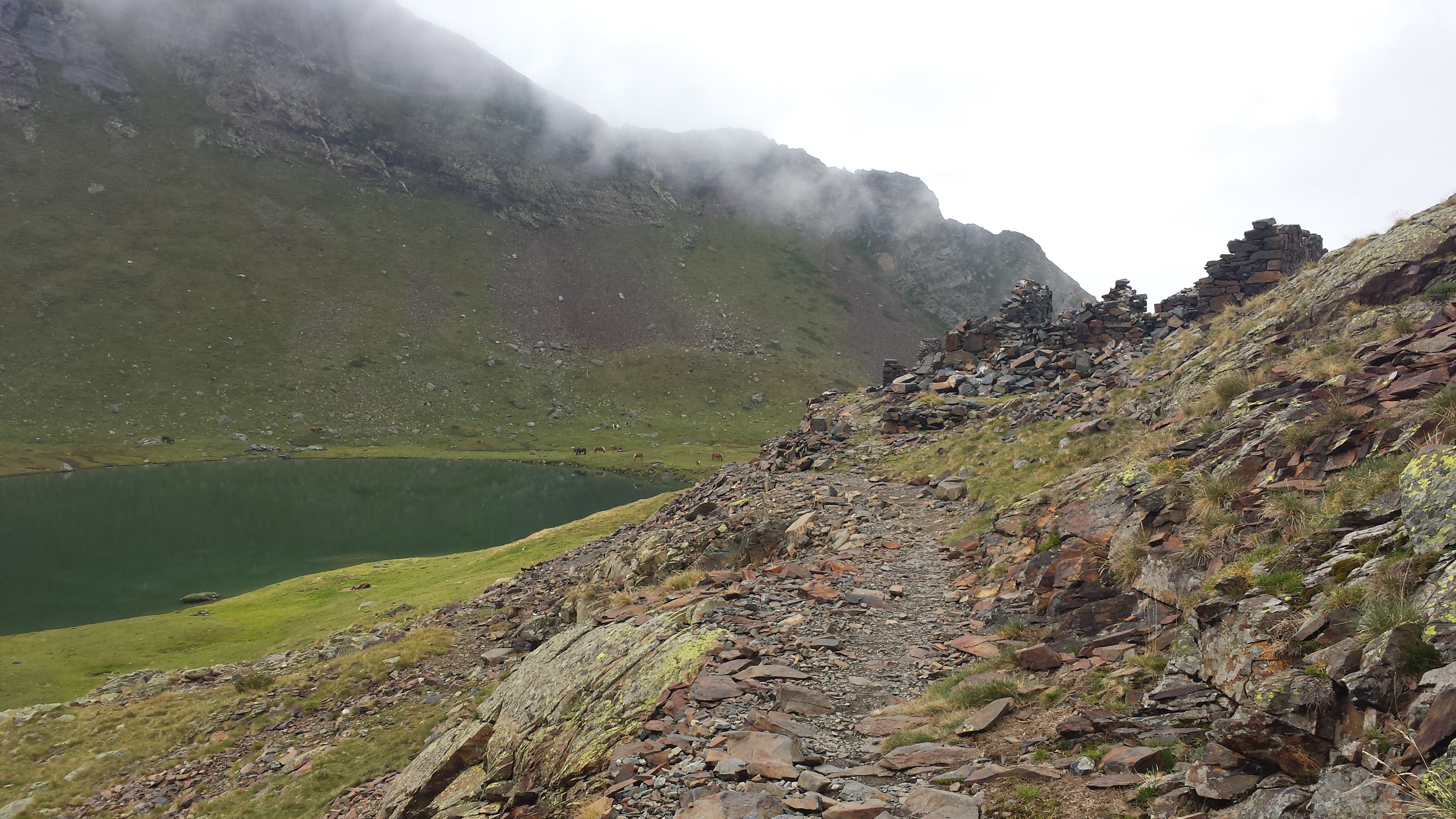
Ruines de l'ancienne mine à proximité du lac
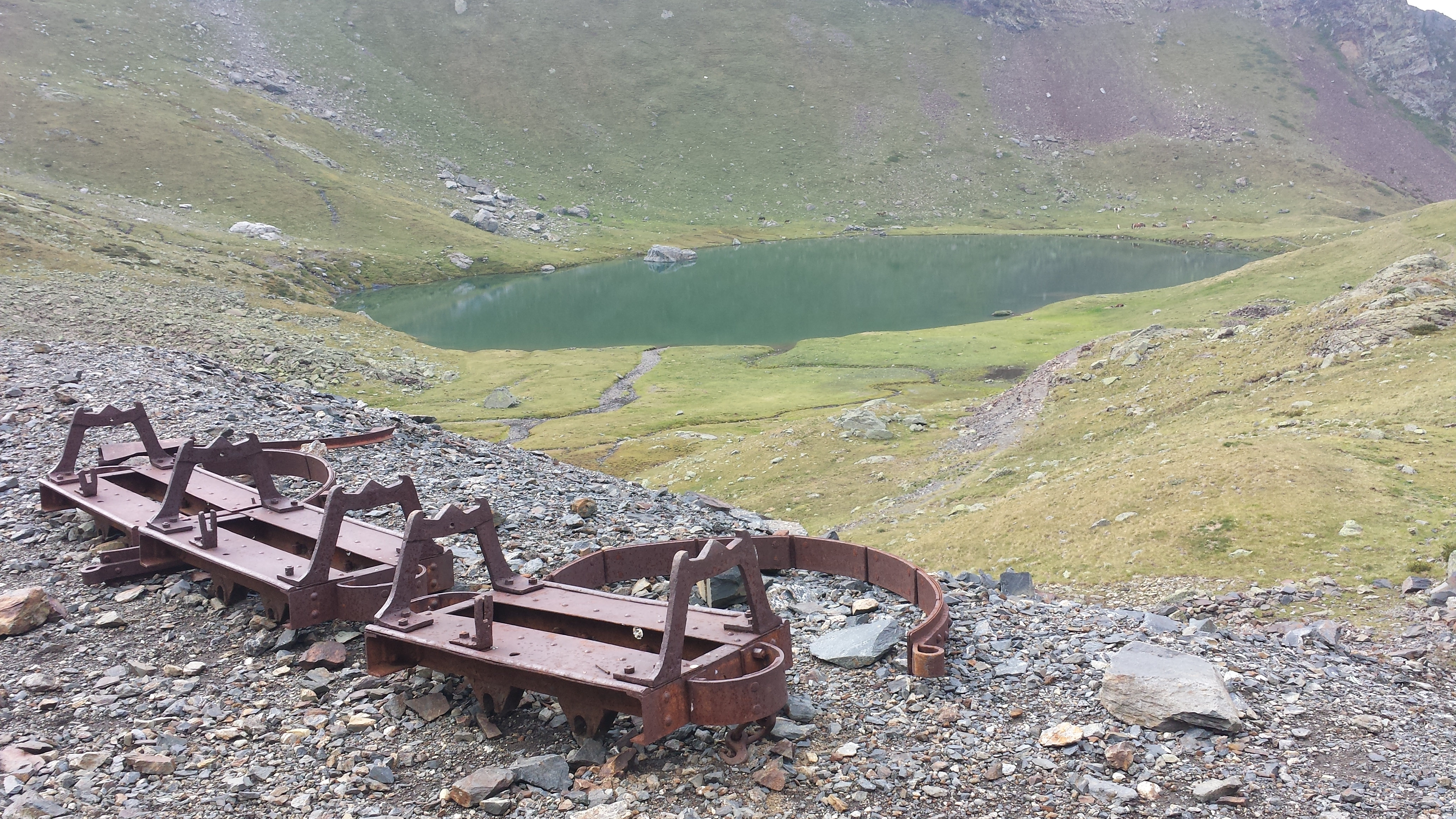
Anciennes installations témoignant de l'activité minière

À proximité, se trouvent les lacs d'Uzious et du Lavedan.

## Histoire
En 1881, le conseil municipal des Eaux-Bonnes, entrevoyant une nouvelle source de revenus pour la commune, autorise les fouilles sur le site de Gourette. L’exploitation du minerai aurifère et argentifère découvert est confiée à la Société des Mines d’Arre.
Durant l’hiver 1882-1883, 33 ouvriers hivernent à 2 100 m d’altitude pour creuser les galeries. Le 18 novembre 1882 une avalanche emporte leur baraquement, faisant 16 morts dont 13 Italiens. Le gisement d’Arre est abandonné 3 ans plus tard au profit du gisement du lac d'Anglas.
En 1890, une centaine de mineurs travaille à l’exploitation des divers gisements. Une voie ferrée a été construite pour évacuer le minerai et un chemin de fer aérien le descend sur 3 km jusqu’au cirque de Gourette. Une quarantaine de tonnes de minerai est triée et concassée chaque jour sur le site de Gourette avant d’être transférée à Laruns par tombereaux. De là, le minerai embarque en chemin de fer pour Bayonne, l’Angleterre ou l’Espagne. 3 720 tonnes de minerai seront exportées en 1888 qui restera de loin la meilleure année. Les mines resteront exploitées de manière épisodique jusqu’en 1916, date de leur abandon.
Un important éboulement a eu lieu vers 1990 sur le côté ouest du lac, laissant notamment un énorme bloc de pierre s'échouer dans le lac.

## Voies d'accès
En empruntant le GR10, le lac est situé à environ 2 heures de marche de la station de sports d'hiver de Gourette, la distance a parcourir étant de 7,5 km pour 700m de dénivelé. Le GR10 continue ensuite vers la Hourquette d'Arre.